# Championnat d'Ukraine de football de deuxième division 2017-2018
Navigation
Édition précédente Édition suivante
La saison 2017-2018 de Percha Liha est la vingt-septième édition de la deuxième division ukrainienne. Elle prend place entre le 14 juillet 2017 et le 19 mai 2018, incluant une trêve hivernale entre le 18 novembre 2017 et le 18 mars 2018.
Pour cette édition, dix-huit clubs du pays sont regroupés au sein d'une poule unique où ils s'affrontent à deux reprises, à domicile et à l'extérieur, pour un total de 306 matchs, soit trente-quatre chacun.
En fin de saison, le premier au classement est directement promu en première division, tandis que les deux équipes suivantes prennent part aux barrages de promotion face aux clubs du premier échelon. À l'autre bout du classement, les quatre derniers sont directement relégués en troisième division.
Cette édition est remportée par l'Arsenal Kiev qui compte respectivement trois et quatre points d'avance sur le FK Poltava et le Desna Tchernihiv, qui se qualifient pour les barrages de promotion à l'issue desquels ils sortent tous les deux vainqueurs. Le FK Poltava est cependant dissous à l'issue de la saison et ne prend part au championnat de première division. Dans le bas de classement, le Jemtchoujyna Odessa se classe dernier avec 27 points, ayant notamment abandonné la compétition à trois jours de son terme. Les autres relégués sont le Kremin Krementchouk, Naftovyk Okhtyrka et le Tcherkasky Dnipro.

## Clubs participants
Dix-huit équipes prennent part à la compétition, incluant treize participants de l'édition précédente, auxquels s'ajoutent un relégué de première division, le Volyn Loutsk, et quatre promus de troisième division qui sont le Balkany Zorya, le Jemtchoujyna Odessa, le Kremin Krementchouk et le Rukh Vynnyky qui remplacent les promus et relégués de l'édition précédente.
Légende des couleurs
- Relégué de première division
- Promu de troisième division

| Club                         | Présent depuis | Classement 2016-2017 | Stade                  | Capacité théorique |
| ---------------------------- | -------------- | -------------------- | ---------------------- | ------------------ |
| Volyn Loutsk                 | 2017           | 12 (D1)              | Stade Avanhard         | 12 080             |
| Desna Tchernihiv             | 2013           | 2                    | Stade Tchernihiv       | 12 060             |
| Helios Kharkiv               | 2005           | 4                    | Helios Arena           | 2 057              |
| Kolos Kovalivka              | 2016           | 5                    | Stade Kolos            | 1 850              |
| Naftovyk-Ukrnafta Okhtyrka   | 2008           | 6                    | Stade Naftovyk         | 5 256              |
| Avanhard Kramatorsk          | 2015           | 7                    | Stade Prapor           | 6 000              |
| Tcherkasky Dnipro            | 2015           | 8                    | Stade central          | 10 321             |
| Obolon-Brovar Kiev           | 2015           | 9                    | Obolon Arena           | 5 100              |
| Arsenal Kiev                 | 2016           | 10                   | Arsenal-Arena          | 1 000              |
| Hirnyk-Sport Horichni Plavni | 2014           | 11                   | Stade Younist          | 2 500              |
| FK Poltava                   | 2012           | 12                   | Stade Lokomotyv        | 2 500              |
| Inhoulets Petrove            | 2016           | 13                   | Stade Inhoulets        | 1 869              |
| MFK Mykolaïv                 | 2011           | 14                   | Stade central          | 15 600             |
| FK Soumy                     | 2012           | 15                   | Stade Ioubileïny       | 25 800             |
| Jemtchoujyna Odessa          | 2017           | 1 (D3)               | Stade Spartak          | 5 000              |
| Rukh Vynnyky                 | 2017           | 2 (D3)               | Stade Bohdan Markevych | 900                |
| Kremin Krementchouk          | 2017           | 3 (D3)               | Stade Kremin           | 1 500              |
| Balkany Zorya                | 2017           | 4 (D3)               | Stade Borys Tropanets  | 1 854              |

## Compétition

### Critères de départage
Les équipes sont classées en premier lieu selon leur nombre de points. Ceux se répartissent sur la base de trois points pour une victoire, un pour un match nul et zéro pour une défaite.
Pour départager les équipes à égalité de points, les critères suivants sont utilisés :
1. Différence de buts générale ;
2. Buts marqués ;
3. Résultats lors des confrontations directes (dans l'ordre : points obtenus, différence de buts puis buts marqués) ;
4. Classement au fair-play ;
5. Tirage au sort ou match d'appui en cas d'égalité pour la première place.

### Classement
| Rang | Équipe                       | Pts | J  | G  | N  | P  | Bp | Bc | Diff |
| ---- | ---------------------------- | --- | -- | -- | -- | -- | -- | -- | ---- |
| 1    | Arsenal Kiev                 | 75  | 34 | 23 | 6  | 5  | 59 | 23 | +36  |
| 2    | FK Poltava                   | 72  | 34 | 23 | 3  | 8  | 56 | 26 | +30  |
| 3    | Desna Tchernihiv             | 71  | 34 | 22 | 5  | 7  | 71 | 25 | +46  |
| 4    | Inhoulets Petrove            | 69  | 34 | 21 | 6  | 7  | 46 | 20 | +26  |
| 5    | Kolos Kovalivka              | 61  | 34 | 19 | 4  | 11 | 39 | 30 | +9   |
| 6    | Avanhard Kramatorsk          | 52  | 34 | 15 | 7  | 12 | 44 | 42 | +2   |
| 7    | Rukh Vynnyky P               | 51  | 34 | 14 | 9  | 11 | 36 | 30 | +6   |
| 8    | Hirnyk-Sport Horichni Plavni | 50  | 34 | 16 | 2  | 16 | 30 | 40 | -10  |
| 9    | Helios Kharkiv               | 46  | 34 | 14 | 4  | 16 | 35 | 43 | -8   |
| 10   | MFK Mykolaïv                 | 44  | 34 | 12 | 8  | 14 | 39 | 50 | -11  |
| 11   | FK Soumy                     | 42  | 34 | 12 | 6  | 16 | 30 | 37 | -7   |
| 12   | Balkany Zorya P              | 40  | 34 | 9  | 13 | 12 | 30 | 35 | -5   |
| 13   | Volyn Loutsk R               | 36  | 34 | 11 | 3  | 20 | 31 | 44 | -13  |
| 14   | Obolon-Brovar Kiev           | 35  | 34 | 9  | 8  | 17 | 24 | 37 | -13  |
| 15   | Naftovyk-Ukrnafta Okhtyrka   | 33  | 34 | 8  | 9  | 17 | 27 | 42 | -15  |
| 16   | Kremin Krementchouk P        | 32  | 34 | 9  | 5  | 20 | 25 | 54 | -29  |
| 17   | Tcherkasky Dnipro            | 28  | 34 | 8  | 4  | 22 | 27 | 50 | -23  |
| 18   | Jemtchoujyna Odessa P        | 27  | 34 | 7  | 6  | 21 | 33 | 54 | -21  |

Promotion en première division
Relégation en troisième division
Abréviations
1. ↑  Le FK Poltava disparaît à l'issue de la saison[1].
2. ↑  Le Jemtchoujyna Odessa abandonne la compétition le 4 mai 2018, à l'issue de la 31e journée. Ses trois matchs restants sont comptés comme des défaites techniques sur le score de 3-0[2].

### Barrages de promotion
Le quatrième et le cinquième du groupe relégation de la première division affrontent le deuxième et le troisième de la deuxième division dans le cadre de barrages en deux manches. Les deux clubs de première division, le Zirka Kropyvnytsky et le Tchornomorets Odessa, sont respectivement vaincus par le Desna Tchernihiv et le FK Poltava et sont relégués à l'issue de la saison au profit de ces derniers. Peu après ces rencontres, le FK Poltava annonce finalement sa disparition, permettant au Tchornomorets Odessa d'être repêché en première division.
| Équipe                    | Aller | Total | Retour   | Équipe                |
| ------------------------- | ----- | ----- | -------- | --------------------- |
| Zirka Kropyvnytsky (D1)   | 1 - 1 | 1 - 5 | 0 - 4    | (D2) Desna Tchernihiv |
| Tchornomorets Odessa (D1) | 1 - 0 | 1 - 3 | 0 - 3 ap | (D2) FK Poltava       |